# IDnomic
IDnomic est une entreprise française de cybersécurité, spécialisée dans l'édition de solutions de PKI (infrastructures à clés publiques).
Coralie Héritier en assure la direction générale et Thierry Dassault la présidence du conseil d'administration,.
En octobre 2019, la société est acquise par Atos.

## Histoire
La société Keynectis est créée en 2004 par la fusion de 2 fournisseurs français de certificats électroniques, d'un coté PK7, alors opérateur de la PKI de Certinomis, et de l'autre Certplus, joint-venture entre Gemplus, France Telecom et Verisign, avec pour objectif de développer les services de confiance numérique et de dématérialisation des échanges à l'échelle européenne.
Le rachat de la société OpenTrust en 2011 est porté par l'ambition de constituer un acteur d'envergure internationale pour garantir la confiance dans les transactions numériques,.
IDnomic naît en 2016 en se recentrant sur son cœur d'expertise de gestion des identités numériques, à la suite de la cession de ses activités de signature électronique à DocuSign l'année précédente.
Au cours de l'été 2019, le groupe Atos annonce être entré en négociation exclusive en vue du rachat de la société IDnomic. L'acquisition est finalisée en octobre de la même année.

## Activités
IDnomic délivre des identités numériques aux citoyens (carte d'identité électronique, passeport biométrique, e-gouvernement), collaborateurs d'entreprises, réseaux et matériels informatiques, mobiles, objets connectés et transports intelligents, principalement via des certificats électroniques générés par ses solutions d'infrastructures à clés publiques.
IDnomic est membre de plusieurs groupements et fédérations métiers tels que Hexatrust, le collectif CyberTaskForce, ou encore Systematic Paris-Region.

## Innovation
IDnomic sécurise les identités numériques au sein de plusieurs projets pilotes innovants, notamment dans le secteur des transports intelligents. Parmi ceux-ci :
- SCOOP, projet de déploiement pilote de systèmes de transport intelligents coopératifs, porté par le ministère de la Transition écologique et solidaire, en partenariat notamment avec Renault et PSA[16]
- InterCor et C-Roads, projets européens d'harmonisation des systèmes de transports intelligents en vue d’une interopérabilité entre les pays[17],[18]

IDnomic est par ailleurs membre fondateur de l'Institut de recherche technologique SystemX (IRT SystemX) et participe à ce titre aux projets de recherche ITS Sécurisés (ISE), Systèmes coopératifs autonomes sécurisés (SCA) et Cybersécurité Intelligent Transport (CTI).